# Luleå Stift
Luleå Stift er et stift i Svenska kyrkan i Sverige med Luleå som stiftsby. Det blev dannet i 1904 ved deling af Härnösands Stift, hvis nordlige del gik til det nyoprettede stift. I forbindelse med oprettelsen af Luleå Stift, og som en forudsætning for det, blev Kalmar Stift optaget i Växjö Stift i 1915. Luleå Stift er arealmæssigt Svenska kyrkans største, og omfatter Västerbottens og Norrbottens län. Siden dannelsen i 1904 er befolkningstallet blevet fordoblet til omkring 500.000 i 2004.
Luleå Stift består af 8 provstier der er opdelt i 68 sogne, fordelt på 63 pastorater.
Biskop siden 2018 er Åsa Nyström.
I stiftet bor der flere forskellige sprogminoriteter. Ud over svensk anvender stiftet også finsk, meänkieli og samisk.
De første tegn på kristen bebyggelse i det nuværende Luleå Stift går tilbage til år 1314. På det tidspunkt nævnes Ume og Bygde sogne som de nordligste i Uppsala Stift. Tretten år senere nævnes også Skellefte sogn. Siden tilkom også Pite og Lule sogn. I 1400-tallet dannes Torne og Kalix sogne.

## Ekstern henvisning
- Wikimedia Commons har flere filer relateret til Luleå Stift
- Luleå stifts hjemmeside Arkiveret 3. november 2018 hos  Wayback Machine

65°34′58″N 22°08′56″Ø / 65.5828°N 22.1489°Ø